# 沙龍海崖
沙龍海崖（英語：Scharon Bluff），是南極洲的山崖，位於維多利亞地的彭內爾海岸，處於塔普謝爾半島南部，海拔高度1,000米，美國地質調查局根據測量和該國海軍的空中照片繪入地圖，現時由南極條約體系管理。